# Glyptothorax sinensis
Glyptothorax sinensis es una especie de peces de la familia Sisoridae en el orden de los Siluriformes.

## Morfología
Los machos pueden llegar alcanzar los 12,6 cm de longitud total.

## Distribución geográfica
Se encuentra en la India, Birmania y China.